# La familia (película de 2017)
La familia es una película dramática de 2017 dirigida por Gustavo Rondón Córdova. Es una coproducción entre Venezuela, Chile y Noruega.

## Sinopsis
Cerca de Caracas, un padre y su hijo adolescente se dan a la fuga para evitar represalias después de que el hijo hiere a un compañero del barrio.

## Reparto
- Giovanni García
- Reggie Reyes

## Recepción

### Recepción crítica
Para junio de 2020 el filme poseía una aprobación del 91% en Rotten Tomatoes, basado en once revisiones, con un promedio de 7,75/10.

### Premios y nominaciones
Rondón ganó el premio a la mejor dirección en Cartagena y La familia ganó el premio de la crítica en el Festival de Cine de Miami, mejor película en el Festival de Cine Latinoamericano de Lima, el Grand Prix en el Festival de KineNova y el premio del jurado en el Festival de la Crítica cinematográfica de Caracas.
La familia se proyectó en la sección Semana de la Crítica del Festival de Cine de Cannes 2017.  Fue seleccionada como la entrada venezolana a la Mejor Película en Lengua Extranjera en la 91ª edición de los Premios de la Academia, pero no fue nominada. 